# Ignacije Vugdelija
Fra Ignacije Vugdelija zvani Crni (Otok, kraj Sinja, 20. ožujka 1938. - Split, 23. lipnja 1997.), bio je hrvatski katolički svećenik, dušebrižnik u Hrvatskim katoličkim misijama u SR Njemačkoj tijekom 1970-ih i 1980-ih, intelektualac i humanitarac.

## Djetinjstvo i mladost
Rođen je pod imenom Josip Vugdelija, u obitelji majke Pere i oca Jakova, 20. ožujka 1938., u Otoku pokraj Sinja. Osnovnu je školu završio u rodnom Otoku, dok je gimnaziju pohađao u Sinju i Makarskoj. Filozofsko-teološki studij završio je u Makarskoj i Fribourgu u Švicarskoj. U svećenički red franjevaca stupio je u samostanu na Visovcu 5. srpnja 1955., kada i mijenja svoje ime iz Josip u fra Ignacije. Svečane je zavjete položio 1961. godine u Makarskoj, a za svećenika je zaređen 14. ožujka 1964. u Fribourgu, u Švicarskoj.  

## Svećenička karijera
Nakon završetka studija radio je kao profesor teologije u Makarskoj, da bi potom vodio hrvatske katoličke misije u Njemačkoj, a od prosinca 1979. do rujna 1991., u Kölnu i Stuttgartu, te je bio postavljen za urednika časopisa Živa zajednica koja je tiskana u Frankfurtu na Majni. U svojem je misionarskom radu pomagao hrvatskim emigrantima, ali i svim drugim novopridošlim radnicima iz Jugoslavije, bez obzira na vjeru ili nacionalnu pripadnost. Početkom ratnih prilika vraća se u Hrvatsku, 1991.-1997., u splitskoj župi Gospe od Zdravlja obnaša župničku i dekanatsku službu, zatim je imenovan vikarom u franjevačkom samostanu te je obnašao dužnost tajnika Caritasa za Splitsko-makarsku nadbiskupiju.

## Sudjelovanje u hrvatskim katoličkim misijama
Od prosinca 1979. do kolovoza 1991. godine, Vugdelija je proveo kao dušobrižnik u katoličkim misijama među hrvatskim emigrantima, radnicima, tzv. gasterbajterima, u SR Njemačkoj, odnosno u Kolnu i Stuttgartu. Držao je govore i predavanja među okupljenim pripadnicima mladeži u hrvatskoj katoličkoj misiji, gdje je zastupao konzervativni katolički nauk, ali je pritom bio otvoren za probleme svakodnevnice, te je bio uvijek dostupan i spreman na razgovor, te je svima davao savjete kada je to bilo potrebno.
 

Sudjelovao je u organiziranom radu hrvatskih katoličkih misija, koje su od 12. prosinca 1965., imale dekret Biskupske konferencije Jugoslavije, te je prvi misionar bio hrvatski franjevac, fra Bernardo Dukić, ujedno Vugdelijin prethodnik. Vugdelija je nakon Dukića postavljen kao glavni i odgovorni urednik u uređivanju mjesečnog dvojezičnog župnog lista hrvatske katoličke zajednice Živa zajednica: (list hrvatskih katoličkih zajednica u Njemačkoj); Lebendige Gemeinde (Zeitschrift der kroatischen katolischen Gemeinden in Deutschland), koji je izdavao Hrvatski dušebrižnički centar u Frankfurtu na Majni. List se bavio ne samo pastoralnim potrebama, nego i socijalnim, političkim i kulturnim potrebama vjernika. Kako bi se hrvatski imigranti lakše snalazili u novoj sredini, uvedena je rubrika "Socijalni savjetnik" gdje se na najjednostavniji način čitateljstvo moglo informirati o novim odredbama i propisima njemačkog zakonodavstva, o dozvolama boravka i pravu na boravak, dovođenju obitelji u Njemačku, uzimanju državljanstva, mirovine, bolovanja, dječji vrtići i sl. U intervjuu u Slobodnoj Dalmaciji, iz lipnja 1990., iznio je kako su godinama bili u misije pozivani i estradni umjetnici, ali navodi dalje Vugdelja: 
"Godinama se pozvani estradni umjetnici nisu ufali nastupiti u misijama za koje je službena propaganda tvrdila da su nacionalistička legla, ustaške sredine, opasne itd., a kad su estradaši uvidjeli da to nije istina i kad im je zarada u tim misijama postala primamljiva, počeli su se javljati, dolaziti, nastupati i pjevati. Danas oni traže nastupe! I vjerujem da više nema orkestra koji ne bi svirao u hrvatskim misijama u Njemačkoj. Danas bi svi pjevali! A misije su ostale iste. Tko se promijenio, lako je zaključiti."
Fra Vugdelija postavio je temelje za Živu zajednicu, kao hrvatske katoličke novine namijenjene hrvatskim emigrantima. Kao urednik sudjelovao je u uređivanju mnogobrojnih članaka o povijesti, pitanjima vjere te intervjuima s brojnim znanim i neznanim pojedincima.
U vrijeme socijalističke Jugoslavije, iako je časopis bio cijenjen i čitan u redovima hrvatske emigracije u Njemačkoj, isti nije se mogao tako lako i legalno unijeti u zemlju, jedini je mogući način bilo krijumčarenje, u skrivenim kutovima torbe ili automobila. Tijekom razdoblja od dvanaest godina, stotinjak primjeraka časopisa poslao i u domovinu, ali pošiljke u razdoblju socijalizma nisu dolazili na naznačene adrese što je fra Vugdelija tumačio time da su sigurnosne službe, kao čuvari reda i morala očito plijenili primjerke i za to dobivali zasluge. U svojem uređivanju časopisa, vrlo je odmjereno znao reagirati na napise u jugoslavenskim medijima koji su govorili protiv Crkve u Hrvata (blaženog Stepinca ili kardinala Kuharića), a naročito o objedama na sudjelovanje Crkve u tragediji Jasenovca, o genocidnosti hrvatskog naroda, te je polemizirao s jugoslavenskim povjesničarom i Titovim biografom Vladimirom Dedijerom, pritom izdavši na njemačkom jeziku letak u kojemu su se opovrgavali Dedijerovi navodi.

Ususret demokratskim promjenama u Hrvatskoj, na stranicama Žive zajednice vodio je razgovore s najrazličitijim gostima iz domovine, pod naslovom "Aktualni razgovori", te je tako jednom prilikom vodio razgovor i s Franjom Tuđmanom, ali je za razliku od nekih drugih svećenika, primjerice fra Tomislava Pavla Duke, smatrao da je Crkva nadstranačka institucija, koja takvom treba ostati u svojem djelovanju. Iako je na zaglavlju časopisa Živa zajednica objavio brzojavnu čestitku predsjedniku Tuđmanu, povodom njegova izbora za predsjednika predsjedništva SR Hrvatske, te je tom prilikom poručio:
"Novom predsjedniku i njegovoj slobodno izabranoj vladi želimo potpuni uspjeh u silno velikom i odgovornom poslu oko usrećivanja svakog građanina RH. Ali neka ni on ne zaboravi da će ga se "po njegovim plodovima" prosuđivati. Zakaže li, neka ne računa na podršku Crkve o kojoj je uvijek najodgovornije i najozbiljnije pisao i govorio. Ali, i to je ono što liječi dušu, njemu, našem dičnom predsjedniku Tuđmanu, moći ćemo reći ono što mislimo, bez straha da ćemo otići u Đorđićevu ili Petrinjsku u Zagrebu. Budućnost je svijeta u demokraciji, a ona je s Tuđmanom u Hrvatskoj već počela! Radujemo se!"
U svibnju 2008. godine, mjesečnik "Živa zajednica" dobio je počasnu nagradu udruženja Hrvatskog društva katoličkih novinara zbog 30. godina neprekidnoga izlaženja, te je kao takav postao prepoznatljiv među hrvatskom emigracijom.

## Povratak u domovinu i Domovinski rat
Nakon demokratskih promjena u Hrvatskoj, 15. kolovoza 1990., povodom blagdana Velike Gospe, fra Ignacije Vugdelija je predvodio misu za iseljenike i Gospine štovatelje iz inozemstva u Sinju, te je nakon nekoliko desetljeća, te godine prvi put krenula procesija s čudotvornom slikom Gospe Sinjske, iz franjevačke crkve preko Trga i Glavičke ulice do velikog dvorišta na Alkarskom trkalištu.
Od 23.kolovoza 1991., fra Ignacije Vugdelija je kao svećenik počeo djelovati u svetištu i župi Gospe od Zdravlja u Splitu. U svoje je radu u Splitu posebnu brigu posvećivao pripadnicima četvrte gardijske brigade HV-a.
Bio je osobito vezan za 4. brigadu ZNG-a, te je jednom prilikom darovao ispred Splitske nadbiskupije darovao brigadi fotokopirni aparat i telefaks, a dvojica Imoćana, braća Erceg, koji su bili na privremenom radu u Frankfurtu, tom su prilikom darovali detektor za otkrivanje bojnih otrova i radijacije vrijedan oko 15.000,00 DEM. U studenom 1992. fra Ignacije Vugdelija sudjelovao je kao animator crkvene liturgije prilikom održavanja svečane mise u povodu blagdana Gospe od Zdravlja koja se održala pred osam tisuća vjernika na otvorenom Trgu Gaje Bulata u Splitu, te je tom prilikom naglasio kako nakon svih proživljelih ratnih strahota štovanje Gospina blagdana ima posebno značenje.
Po povratku u Hrvatsku, radio je kao svećenik u samostanu Gospe od Zdravlja u Splitu. Imenovan je tajnikom Caritasa franjevačke provincije Presvetog Otkupitelja, te je u svom radu kao prioritet uzeo pomaganje prognanicima i izbjeglicama koji su se smještali u privatne smještaje na području župe Gospe od Zdravlja, često je opskrbljivao i ostale franjevačke župe širom Splitsko-makarske nadbiskupije, te je u to vrijeme Caritas Splitsko - makarske nadbiskupije, pod tajnikom Vugdelijom skrbio o oko tisuću korinsika humanitarne pomoći. Nekoliko su puta talijanski skauti, pripadnici zajednice Saman, iz Perugie i iz Bologne u Italiji, pri posjeti franjevačkom samostanu Gospe od Zdravlja, samoinicijativno donijeli i darovali humanitarnu pomoć u vidu hrane, lijekova i opreme.
 

U svom je radu posebnu pozornost obraćao na hrvatske branitelje, invalide Domovinskog rata, te je jednom prilikom, u propovjedi prilikom Međunarodnoga dana invalida, u ožujk 1994., zamolio prisutne vjernike:
"Da se mole Bogu za invalide Domovinskog rata koji na svome tijelu nose teške rane, jer su ljubili svoju domovnu više nego same sebe. Na Božjoj strani je svaki onaj koji je stao u obranu temeljnih načela slobode, ljubavi i pravednosti, i zato su Vaše rane za nas sveti znak i obveza da Vam pomognemo da živite život dostojnim čovjeka!"
Bio je poznat kao vrstan govornik i izniman intelektualac, te je u Splitu obnašao župničku i dekanatsku službu u župi Gospe od Zdravlja, gdje je bio vikar u samostanu, ali je ujedno bio i duhovni vođa hrvatskim braniteljima tijekom Domovinskog rata. Negdje godinu dana prije operacije Oluja, fra Ignacije Vugdelija je kroz razgovore i savjetovanja obavio psihološke pripreme s pripadnicima prve pješačke bojne 4. gardijske brigade, koji će kasnije sudjelovati u operaciji oslobađanja okupiranog teritorija teritorija, a bili su porijeklom iz tog kraja, te ih je podučio kako trebaju praštati, a ne se osvećivati svojim neprijateljima.     

Ostao je upamćen njegov govor na sprovodu hrvatskog branitelja i heroja Domovinskog rata, zapovjednika 4. gardijske brigade HV-a Andrije Matijaša Pauka: 
“Pao je junak, jedan od brojnih koji kroz ovih nekoliko godina padaju da bismo mi mogli živjeti. I velik je to pad… Zar suze u očima naših bojovnika, pripadnika 4. brigade, o tome rječito ne govore? I ide narod, i ide njegovo veličanstvo hrvatski narod prema svom zemaljskom cilju! Sigurno ide zahvaljujući onima koji poput hrastova padaju, zahvaljujući onima koji poput Andrije dadoše živote svoje… Kad god netko od velikih završi svoj zemaljski put, narod se zaustavlja i plače… Jedno vas molim… Kad vas sutra vaš sin ili unuk upita ‘što je to bilo 90-tih, kako smo došli do ovoga što imamo’, kažite im jednostavno: ‘Sine, to su ljudi od Boga poslani, vodili narod prema budućnosti, prema sreći’. A kad budete nabrajali imena onih koji su narod doveli do cilja, nemojte, molim vas, zaboraviti ime Andrije Matijaša Pauka.”
Fra Ignacije Vugdelija je umro u Splitu, 23. lipnja 1997. godine, pokopan je 25. lipnja 1997., na splitskom groblju Lovrinac, u samostanskoj grobnici.

## Djela
- Ivanišević Milan, predgovor Vugdelija Ignacije, Crkva Gospe od zdravlja u Splitu: ikonografske mijene, Split, Matica hrvatska, 1996.

- Grubišić, I., Supek, I., Mardešić, Ž., Kukoč, M., Zrinščak, S., Marasović, Š., . . . Vugdelija Ignacije, Religija i sloboda: religijska situacija u Hrvatskoj 1945. - 1990. Split, Institut za primijenjena društvena istraživanja, 1993.